# Río Guadares
El Guadares, también llamado Guaduares o río Campobuche, es un río localizado en Andalucía, España. 

## Curso
Nace en la sierra de Grazalema (provincia de Cádiz) y desemboca en el río Guadiaro, unas decenas de metros más abajo de la cueva del Gato, de la que fluye a forma de manantial, brotando hacia el exterior por una cascada tras la cual se perfila una pequeña represa. Aguas abajo desde la boca de la cavidad, el agua del Guadares confluye con el río Guadiaro.

## Flora y fauna
El río se encuentra en el parque natural de la Sierra de Grazalema. Alberga una población muy valiosa de barbo gitano, especie autóctona, aunque sus aguas están vedadas a la pesca por ser un lugar de freza de estos ciprínidos.
Son aguas muy frías y cristalinas, con vegetación de ribera ancestral bien conservada. Habitan especies de aves ilustres como el zarcero bereber (Iduna opaca), el mirlo acuático (Cinclus cinclus) o el mosquitero ibérico (Phylloscopus ibericus).

## Historia
En el puente sobre el río, los pobladores de Montejaque expulsaron al ejército napoleónico.
Se intentó construir una presa en el río cerca de la cueva del Hundidero, siendo un fracaso cuyos restos aún perduran.